# 圣若昂-巴普蒂斯塔
圣若昂-巴普蒂斯塔是葡萄牙贝雅区的一个堂区。总面积7.88平方公里，总人口6269人，人口密度795.9人/平方公里。